# Емба (місто)
Е́мба (каз. Ембі) — місто у складі Мугалжарського району Актюбінської області Казахстану. Адміністративний центр Ембинської адміністрації.
Населення — 12783 особи (2021; 11212 у 2009, 12345 у 1999, 16035 у 1989).